# Greg Ginn
Gregory Regis Ginn (Tucson, 8 de junho de 1954) é um guitarrista, compositor e cantor estadunidense. Ele é mais conhecido por ser o líder e principal compositor da banda de hardcore punk Black Flag, que ele fundou e liderou de 1976 a 1986.
É considerado pela Rolling Stone como um dos 100 melhores guitarristas de todos os tempos, ocupando a posição 99.

## Equipamento

### Guitarras
Durante a maior parte da existência do Black Flag, Ginn usou uma Ampeg feita pelo luthier Dan Armstrong, feita de Lucite (plástico transparente) com captadores intercambiáveis quase independentes. A guitarra foi roubada depois de intenso uso em 16 de abril de 1986. Ginn tocava com tanta força que suor e sangue começaram a entrar na guitarra causando pequenos curto-circuitos. Para corrigir esse problema foram trocados os botões da guitarra por botões impermeáveis. Ginn não usava pedais de efeito, portanto todos os sons tirados da guitarra foram criados apenas com ela e o amplificador.
Depois que essa Ampeg foi roubada, ele passou a usar uma Ibanez Roadstar II. De acordo com Ginn, ele também usava uma Ibanez Flying V com um amplificador Sound City valvulado por um tempinho. Ele disse que esse Sound City era horrível e que foi a última vez que usou um amplificador valvulado. Ele diz não gost6ar de amplificadores valvulados porque eles completam o som e dão corpo e o que ele gosta é um som vagabundo.
Sua guitarra atual, que inclusive foi usada na reunião do Black Flag em 2003 Stratocaster personalizada de madeira chamada "Graffiti". "Esta guitarra é a única que tem um grafite e é bastante pesada para uma cópia Stratocaster."

### Amplificadores e falantes
Originalmente, Ginn usava um P.A. Peavey Standard Series 260 quatro canais para criar sua sonoridade. Ele apenas plugava a guitarra neles e aumentava o volume até o som se distorcer naturalmente. Esse procedimento criou tanto o som abrasivo da banda como a forma de cantar. Esse é o som ouvido no primeiro single do Black Flag, Nervous Breakdown, que saiu no álbum Damaged. Até 1982 ele era visto usando cabeças Peavey Musician e Peavey Standardao vivo. Ginn depois usou um rack mounted Roland SIP-300 guitar preamp junto com um QSC power amp até 1985 quando começou a usar um Yamaha PG-1 preamp de guitarra de mesmo poder até trocar por um Crest PL400 power amp durante a última excursão.
O primeiro auto falante usado por ele foi provavelmente um marshall 4x12's. Ele usou um Sound City 4x12 também. O primeiro falante feito a mão que ele teve era um Peavey Black Widow 15".  depois ele conseguiu um Electro-Voice. Um continha seis alto-falantes de 12 polegadas, e outro com dois alto-falantes de 15". Ele então teve duas caixas personalizados construídas com dois alto-falantes, 2 de 12 e um de 15 polegadas. O tipo de alto-falantes erma pesados e feitos para serem usados como P.A., portanto, isso contribuiu largamente para o seu tom de guitarra nomeadamente densa.
Hoje, ele usa um Sansamp Preamp (overdriven) e um amplificador Macro-Tech Crown Power Amp como "mais potência do que realmente precisa." A força do amplificador vem em um gabinete de 6x12 que ele gosta muito.

## Discografia parcial

### Solo
- Getting Even LP (Cruz Records, 1993)
- Dick LP (Cruz Records, 1993)
- Payday EP (Cruz Records, 1993)
- Don't Tell Me EP (Cruz Records, 1994)
- Let It Burn (Because I Don't Live There Anymore) LP (Cruz Records, 1994)
- Bent Edge LP (SST Records, 2007) – com The Taylor Texas Corrugators
- Goof Off Experts LP (SST Records, 2008) – com The Taylor Texas Corrugators
- Freddie 7" (Electric Cowbell, 2010) – com The Taylor Texas Corrugators
- Legends of Williamson County LP (SST Records, 2010) – com The Taylor Texas Corrugators
- We Are Amused LP (SST Records, 2011) – com The Royal We
- We Are One 12" (SST Records, 2011) – com The Royal We
- Fearless Leaders LP (SST Records, 2013) – com The Royal We

### Black Flag
- Nervous Breakdown EP (SST Records, 1979)
- Jealous Again EP (SST Records, 1980)
- Six Pack EP (SST Records, 1981)
- Louie, Louie single (Posh Boy Records, 1981)
- Damaged LP (SST Records/Unicorn Records, 1981)
- TV Party single (SST Records/Unicorn Records, 1982)
- Everything Went Black double LP (SST Records, 1983)
- The First Four Years compilation LP (SST Records, 1983)
- My War LP (SST Records, 1983)
- Family Man LP (SST Records, 1984)
- Slip It In LP (SST Records, 1984)
- Live '84 live cassette (SST Records, 1984)
- Loose Nut LP (SST Records, 1985)
- The Process of Weeding Out EP (SST Records, 1985)
- In My Head LP (SST Records, 1985)
- Who's Got the 10½? live LP (SST Records, 1986)
- Annihilate This Week live EP (SST Records, 1987)
- I Can See You EP (SST Records, 1989)
- What The... LP (SST Records, 2013)

### Minutemen
- Paranoid Time EP (SST Records, 1980) (Produtor)

### SWA
- Your Future (If You Have One) LP (SST Records, 1985) (Produtor)

### October Faction
- October Faction live LP (SST Records, 1985)
- Second Factionalization LP (SST Records, 1986)

### Tom Troccoli's Dog
- Tom Troccoli's Dog LP (SST Records, 1985)

### Gone
- Let's Get Real, Real Gone for a Change LP (SST Records, 1986)
- Gone II – But Never Too Gone! LP (SST Records, 1986)
- Criminal Mind LP (SST Records, 1994)
- Smoking Gun remix EP (SST Records, 1994)
- All the Dirt That's Fit to Print LP (SST Records, 1994)
- Damage Control remix EP (SST Records, 1995)
- Best Left Unsaid LP (SST Records, 1996)
- Country Dumb LP (SST Records, 1998)
- The Epic Trilogy double CD (SST Records, 2007)

### Minuteflag
- Minuteflag EP (SST Records, 1986)

### Lawndale
- Sasquatch Rock LP (SST Records, 1987) (convidado)

### Rig
- Belly to the Ground LP (Cruz Records, 1994) (Produtor, convidado)

### Mojack
- Merchandizing Murder CD (SST Records, 1995)
- Home Brew CD (SST Records, 1997)
- Rub-A-Dub CD (SST Records, 2003, não lançado)
- Under The Willow Tree CD (SST Records, 2007)
- The Metal Years CD (SST Records, 2008)
- Hijinks CD (SST Records, 2011)
- Car CD (SST Records, 2013)

### Hor
- House CD (SST Records, 1995)
- Slo N' Sleazy CD (SST Records, 1996)
- A Faster, More Aggressive Hor CD (SST Records, 1998)
- Bash CD (SST Records, 2003, não lançado)
- Culture Wars CD (SST Records, 2010)

### Confront James
- Test One Reality CD (SST Records, 1995)
- Just Do It CD (SST Records, 1995)
- Ill Gotten Hatred CD (SST Records, 1996)
- Chemical Exposure CD (SST Records, 1996)
- Black Mountain Bomb CD (SST Records, 1997)
- We Are Humored CD (SST Records, 2003, não lançado)

### El Bad
- Bad Motherfucker CD (SST Records, 1996)
- Trick or Treat CD (SST Records, 1997)

### Hotel X
- Uncommon Ground CD (SST Records, 1996) (convidado)

### Bias
- Model Citizen CD (SST Records, 1997)

### Get Me High
- Taming the Underground CD (SST Records, 1997)

### Killer Tweeker Bees
- Tweaker Blues CD (SST Records, 1997)

### Fastgato
- Feral CD (SST Records, 2003, não lançado)

### Limey LBC
- Life of Lime CD (SST Records, 2003, não lançado)

- Endangered Languages CD (Alone Records, 2007)

### Jambang
- Connecting CD (SST Records, 2008)
- 200 Days in Space DVD (SST Records, 2010)

### Ten East
- Robot's Guide to Freedom CD (Lexicon Devil, 2008)

### Libyan Hit Squad / Round Eye
- "Full Circle" EP (Ripping Records, 2010) (convidado)

- Life Is Too Short Not to Hold a Grudge LP (SST Records, 2013)
- Too! LP (SST Records, 2013)
- Fucked Up "7"(SST Records, 2013)
- Full Serving (SST Records, 2013)